# Cremocarpo
Cremocarpo é, em morfologia botânica, um tipo de fruto constituído por dois mericarpos que, quando se separam na maturação, ficam suspensos pela parte superior ao carpóforo, separando-se completamente com o decorrer do tempo. A produção de cremocarpos é característica das plantas pertencentes à família das Apiaceae.